# Delio Rossi
Delio Rossi (* 26. November 1960 in Rimini) ist ein italienischer Fußballtrainer und ehemaliger -spieler.

## Karriere
Von 1993 bis 2005 trainierte Rossi die italienischen Vereine Salernitana Calcio, US Foggia, Pescara Calcio, CFC Genua, US Lecce und Atalanta Bergamo. Mit Salernitana und Lecce gelang ihm jeweils der Aufstieg in die Serie A.
2005 übernahm Delio Rossi das Amt des Cheftrainers bei Lazio Rom. 2007 führte er die Mannschaft auf Platz drei und Lazio nahm in der Saison 2007/08 an der UEFA Champions League teil.
Im November 2009 löste er Walter Zenga als Trainer von US Palermo ab, nach einer 0:7-Klatsche seiner Mannschaft gegen Udinese Calcio wurde er am 28. Februar 2011 allerdings vorzeitig aus seinem Vertrag entlassen.
Sein Nachfolger wurde Serse Cosmi, der jedoch im April 2011 wieder seinen Posten räumen musste. Rossi kehrte daraufhin als Trainer zu Palermo zurück. Zur Saison 2011/12 wurde er allerdings von Stefano Pioli ersetzt.
Delio Rossi übernahm am 8. November 2011 den Trainerposten des entlassenen Siniša Mihajlović beim AC Florenz und erhielt einen Vertrag bis Sommer 2013 bei der Fiorentina.
Nachdem er am 2. Mai 2012 im Spiel der 36. Runde gegen Novara Calcio den serbischen Spieler Adem Ljajić in der 32. Minute beim Stand von 0:2 auswechselte, provozierte ihn dieser, woraufhin Rossi Ljajić tätlich attackierte. Noch am selben Abend wurde Rossi vom Clubchef Andrea della Valle mit sofortiger Wirkung entlassen.
In der Saison 2012/13 trainierte er Sampdoria Genua, Anfang der Saison 2015/16 kurzzeitig den FC Bologna, wo er Ende Oktober von Roberto Donadoni abgelöst wurde. Nach diesem glücklosen Engagement folgte Rossi erstmals dem Ruf aus dem Ausland und heuerte 2017 beim bulgarischen Spitzenclub Levski Sofia an. Knapp ein Jahr später, im August 2018, war dieser Job wieder zu Ende. Im April 2019 betraute man ihn mit der Aufgabe, seinen Ex-Klub Palermo in der Serie A zu halten, was mit dem Abstieg misslang. Fast eineinhalb Jahre später tauchte Rossi beim Serie-B-Club Ascoli Calcio auf. Bei den „Spechten“ war die Not groß, so stand man im November 2020 auf dem letzten Tabellenplatz. Rossi sollte auch dort sein Glück nicht finden und so trennte man sich bereits im Dezember desselben Jahres mit einer desaströsen Bilanz von einem Punkt aus sechs Spielen wieder von Rossi. Viele Experten beschieden Rossi damit das Ende seiner Trainerlaufbahn. Es dauerte tatsächlich bis März 2023, bis Rossi wieder an der Seitenlinie stand. Er übernahm bei Foggia Calcio, dem Club, bei dem er 1991 seine Karriere als Jugendtrainer begann, in der Serie C. Mit einer starken Performance aus den letzten vier Partien führte Rossi seine Mannschaft ins Aufstiegs-Playoff.

## Erfolge

### Als Trainer
- Italienischer Pokalsieger: 2008/09